# Alu Alkhanov
Alu Dadachevitch Alkhanov (em russo:  Алу Дадашевич Алханов, Taldykorgan, 20 de janeiro de 1957) é um politico checheno e foi o segundo presidente da Tchetchênia, de 2004 a 2007 sendo o seu sucessor o seu filho, Ramzan Kadyrov